# Joachim Rückert
Joachim Rückert (* 16. August 1945 in Pöttmes) ist ein deutscher Rechtswissenschaftler. Er lehrte und forschte als Professor für Privatrecht, Rechtsgeschichte und Rechtsphilosophie an der Universität Frankfurt am Main.

## Leben
Rückert wuchs in München und Hannover auf und studierte Rechtswissenschaften, Geschichte und Philosophie an den Universitäten Berlin, Tübingen und München sowie Verwaltungswissenschaften an der Deutschen Hochschule für Verwaltungswissenschaften Speyer. Seit dem Studium ist er Mitglied der katholischen Studentenverbindungen KAV Suevia Berlin und AV Guestfalia Tübingen.
Nach der Promotion 1972 mit der Dissertation August Ludwig Reyschers Leben und Rechtstheorie und der Habilitation mit der Schrift Idealismus, Jurisprudenz und Politik bei Friedrich Carl von Savigny 1982 in München war Rückert Heisenberg-Stipendiat und ab 1984 an der Universität Hannover ordentlicher Professor für Zivilrecht und Rechtsgeschichte. Von 1993 bis 1998 hatte er einen Stiftungslehrstuhl (Volkswagen) für Juristische Zeitgeschichte und Zivilrecht an der Universität Frankfurt am Main inne. Von 1998 bis 2010 war er dort Inhaber des Lehrstuhls für Neuere Rechtsgeschichte, Juristische Zeitgeschichte, Zivilrecht und Rechtsphilosophie.
2014 verlieh ihm die estnische Nationaluniversität Tartu (ehemals Dorpat) den Ehrendoktor. 2015 wurde er als korrespondierendes Mitglied in die Bayerische Akademie der Wissenschaften gewählt. Er ist Mitglied der Vereinigung für Verfassungsgeschichte.
Rückerts wissenschaftliche Interessen liegen besonders auf dem Gebiet der Rechtsgeschichte des 18. bis 20. Jahrhunderts und ihren Bezügen zur Philosophie und Ökonomie, insbesondere der Geschichte und Sozialgeschichte normativer Grundbegriffe wie „Frei“, „Sozial“, „Arbeit“, sowie im Schuldrecht und in Methodenlehre und Rechtsphilosophie. Er ist Mitherausgeber der Beiträge zur Rechtsgeschichte des 20. Jahrhunderts, der Zeitschrift der Savigny-Stiftung für Rechtsgeschichte (seit 2001) und mit Mathias Schmoeckel und Reinhard Zimmermann seit 2003 des Historisch-kritischen Kommentars zum Bürgerlichen Gesetzbuch.
Zu Rückerts akademischen Schülern zählen Lena Foljanty (Wien), Sibylle Hofer (Bern), Thorsten Keiser, Kenichi Moriya (Osaka), Peter Oestmann, Thomas Pierson (Gießen), Thiago Reis (São Paulo), Frank L. Schäfer und Ralf Seinecke (Frankfurt am Main). Er betreute zahlreiche Drittmittelprojekte und über fünfzig Promotionen.
Rückert ist Mitglied des Beirats der Deutschen Gesellschaft zur Erforschung des Politischen Denkens (DGEPD), seit 1993 des Leitungsgremiums des Graduiertenkollegs Rechtsgeschichte und dann der „International Max Planck Research School“ (2000–2014), seit 1999 des „Arbeitskreises für moderne Sozialgeschichte e. V.“ und seit 2000 der „Frankfurter Wissenschaftlichen Gesellschaft“. Von 2001 bis 2016 war er Vorsitzender der Frankfurter Juristischen Gesellschaft, davor von 1989 bis 1994 der Juristischen Studiengesellschaft in Hannover, sowie seit 2005 Vorsitzender des Wissenschaftlichen Beirats des Fritz Bauer-Instituts zur Erforschung der Geschichte des Holocaust in Frankfurt am Main.

## Schriften (Auswahl)
- mit Lena Foljanty und Thomas Pierson (Hrsg.): 20 Jahre Neues Schuldrecht. Bericht, Bilanz, Bibliographie. Mohr Siebeck, Tübingen 2023.
- Abschiede vom Unrecht. Zur Rechtsgeschichte nach 1945, Mohr Siebeck, Tübingen 2015.
- Dienst- und Arbeitsvertrag. In: Historisch-kritischer Kommentar zum BGB, Bd. 3, Mohr, Tübingen 2013, S. 700–1231.
- Ausgewählte Aufsätze. In zwei Bänden, Keip, Stockstadt 2012.
- Savigny-Studien, Klostermann, Frankfurt am Main 2011.
- „Frei und sozial“ als Rechtsprinzip, Nomos, Baden-Baden 2006.
- Autonomie des Rechts in rechtshistorischer Perspektive, Juristische Studiengesellschaft, Hannover 1988.
- Idealismus, Jurisprudenz und Politik bei Friedrich Carl von Savigny, Gremer, Ebelsbach 1984 (zugleich: München, Univ., Habil.-Schr., 1982).
- August Ludwig Reyschers Leben und Rechtstheorie. 1802–1880, Schweitzer, Berlin 1974 (zugleich: München, Univ., Jurist. Fak., Diss. 1972).